# 西爾弗里諾 (阿肯色州)
西爾弗里諾（英語：Sylverino）是位於美國阿肯色州米勒縣的一個非建制地區。該地的面積和人口皆未知。

## 地理
西爾弗里諾的座標為33°19′00″N 93°56′16″W / 33.31667°N 93.93778°W，而該地的平均海拔高度為91米（即299英尺）。